# Водоток
Водоток је текућа површинска вода унутар корита и обала канала. Водоток обухвата флуксове површинских и подземних вода који одговарају геолошким, геоморфолошким, хидролошким и биотичким контролама.
У зависности од своје локације или одређених карактеристика, водоток може да се назива различитим локалне или регионалним називима. Дуги велики водотокови се обично називају рекама.
Водотокови су важни као цевоводи у хидролошком циклусу, инструменти за пуњење подземних вода и коридори за миграцију риба и дивљих животиња. Биолошко станиште у непосредној близини водотока назива се обална зона. С обзиром на стање текућег изумирања холоцена, водотокови играју важну улогу коридора у повезивању фрагментованих станишта и стога помажу у очувању биодиверзитета. Проучавање водотокова и водених путева уопште познато је као површинска хидрологија и представља кључни елемент еколошке географије.

## Врсте
Река:велики природни водоток, који може бити пловни пут.